# 가위 바위 보 (영화)
"가위 바위 보"는 1977년에 개봉한 대한민국의 영화이다.

## 캐스팅
- 황정아
- 홍종현
- 전호진
- 박희준
- 천은아
- 차훈
- 고설봉
- 장훈
- 지방열
- 김기범
- 조덕성
- 신찬일
- 이자영
- 김상순
- 이연희
- 문미봉
- 지미옥
- 김대현
- 조학자
- 최형근
- 최일
- 박광진
- 나시찬 (특별출연)